# Lomariopsis marginata
Lomariopsis marginata är en ormbunkeart som först beskrevs av Heinrich Adolph Schrader, och fick sitt nu gällande namn av Oskar Kuhn. Lomariopsis marginata ingår i släktet Lomariopsis och familjen Lomariopsidaceae. Inga underarter finns listade.

## Bildgalleri

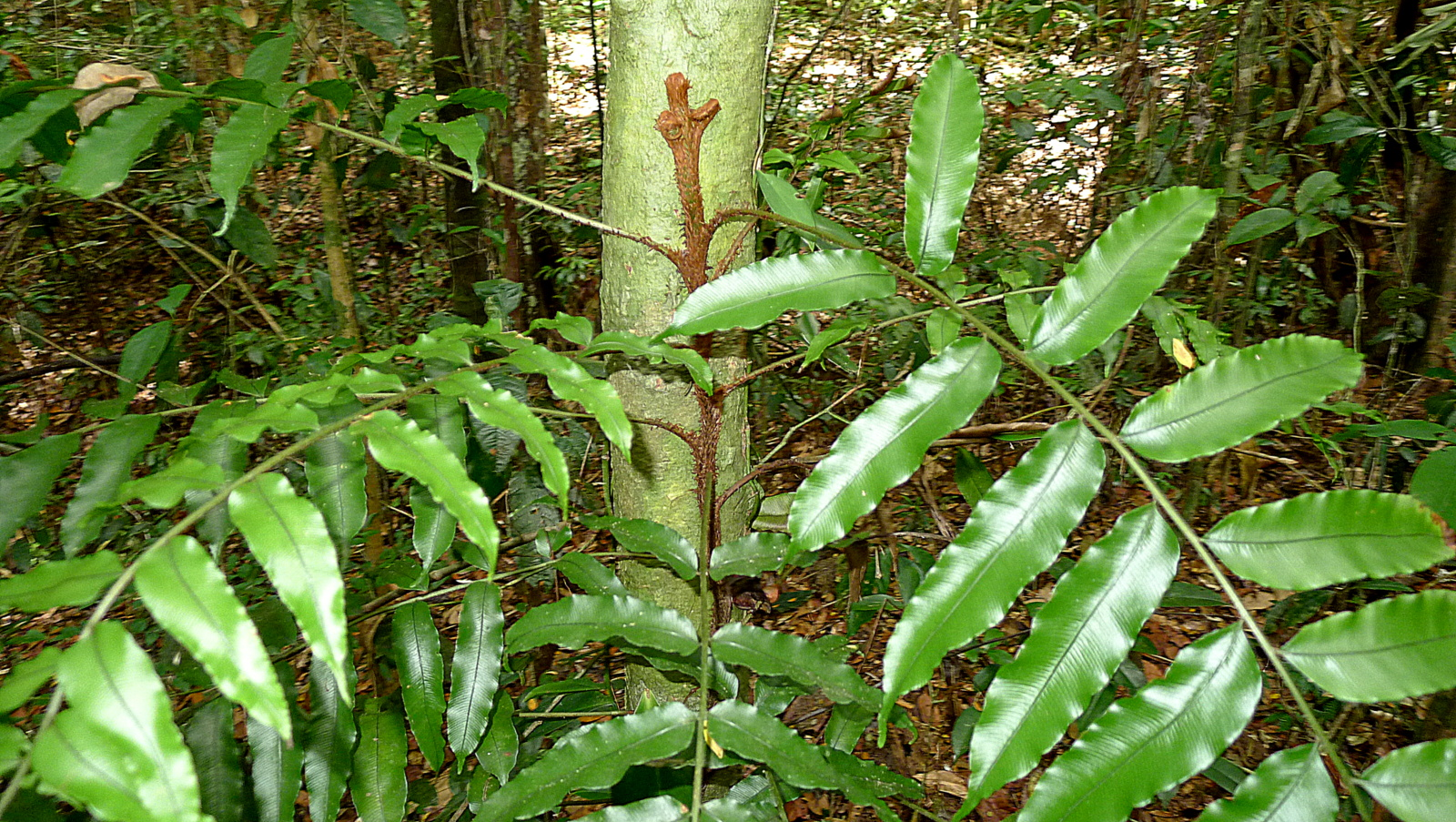
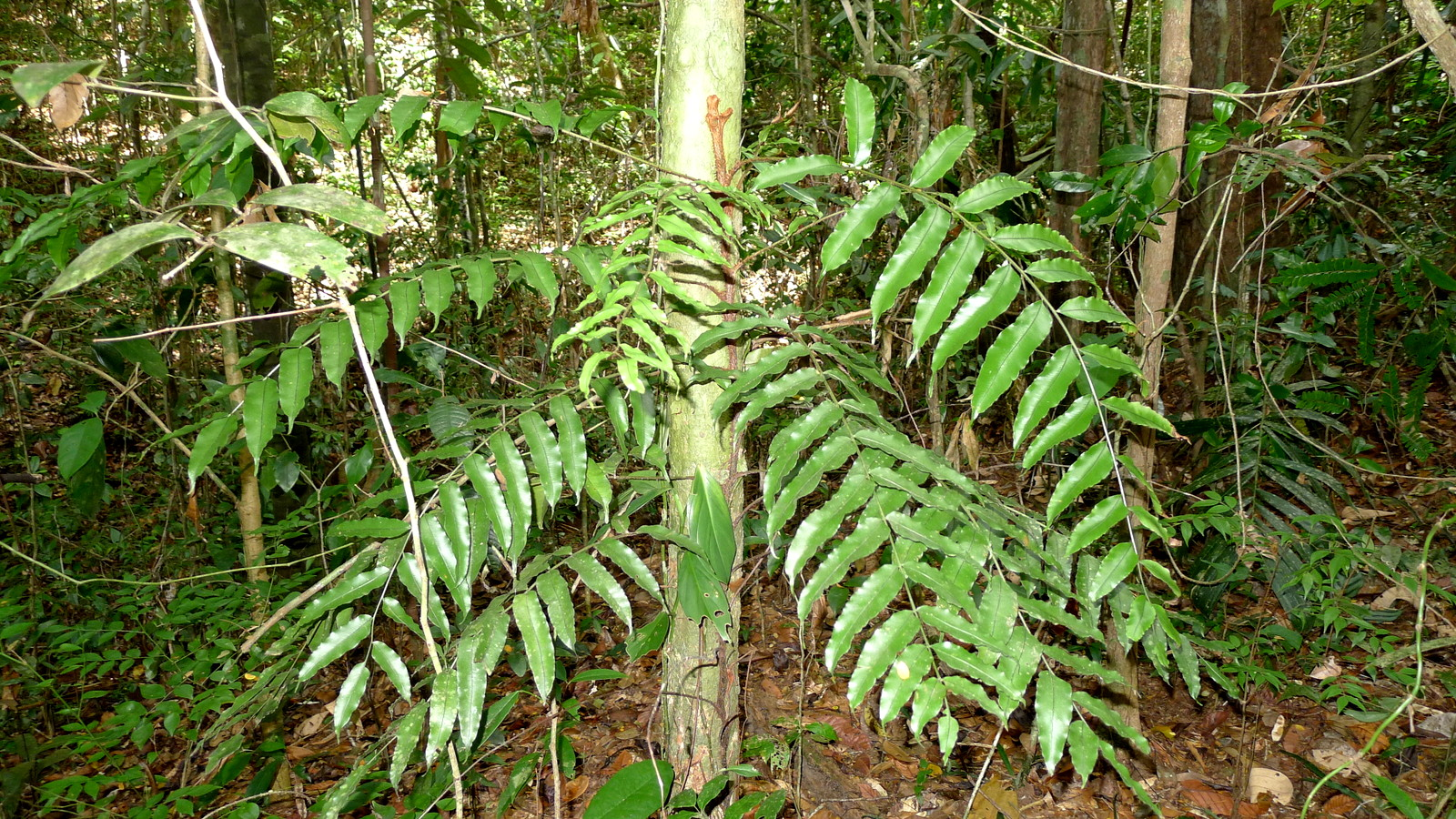